# Liothrips castaneae
Liothrips castaneae är en insektsart som beskrevs av Ian A. Hood 1915. Liothrips castaneae ingår i släktet Liothrips och familjen rörtripsar. Inga underarter finns listade i Catalogue of Life.